# Carlos Simpson
Pour les articles homonymes, voir Simpson.
Carlos Tschudi Simpson (né le 30 juin 1962) est un mathématicien américain spécialiste de la géométrie algébrique.

## Biographie
Simpson fut en 1987 élève de Wilfried Schmid en doctorat à l'université Harvard (systèmes de fibrés de Hodge (en) et uniformisation). Il a été professeur à l'université Toulouse-III-Paul-Sabatier puis à l'université Nice-Sophia-Antipolis. Il est directeur de recherche au CNRS.
Ses recherches portent sur les espaces de modules de fibrés vectoriels, la cohomologie de De Rham non abélienne (en) (théorie de Hodge) de degré supérieur, la théorie des catégories supérieures et la vérification de preuves par ordinateur (il a écrit, par exemple, des programmes de preuve au sein de la théorie des ensembles de Zermelo-Fraenkel sous le logiciel Rocq).
Dans sa thèse, il a mené simultanément avec Nigel Hitchin la construction d'uniformisations par la théorie de Yang-Mills pour les fibrés de Hodge.
Le problème de Deligne-Simpson est nommé d'après lui et Pierre Deligne. Il s'agit d'un problème algébrique lié aux matrices de monodromie (en).
Il a été conférencier invité au Congrès international des mathématiciens de 1990 à Kyoto (La théorie de Hodge non abélienne).
En 2015, il reçoit le prix Sophie-Germain.

## Publications
- « Constructing variations of Hodge Structure using Yang-Mills-Theory and applications to Uniformization », JAMS, vol. 1, 1988, p. 867-918 [lire en ligne]
- « Transcendental Aspects of the Riemann-Hilbert Correspondence », Illinois J. Math., vol. 34, no 2, 1990, p. 368-391 [lire en ligne]
- « Harmonic bundles on non compact curves », JAMS, vol. 3, 1990, p. 713-770 [lire en ligne]
- « Higgs bundles and local systems », Pub. Math. IHES, vol. 75, 1992, p. 5-95 [lire en ligne]
- « Moduli of representations of the fundamental group of a smooth projective variety » I et II, Pub. Math. IHES, vol 79, 1994, p. 47-129 et vol 80, 1994, p. 5-79
- « Subspaces of moduli spaces of rank one local systems », ASENS, série 4, vol. 26, 1993, p. 361-401 [lire en ligne]
- Asymptotic Behavior of Monodromy: Singularly Perturbed Differential Equations on a Riemann Surface, coll. « Lecture Notes in Mathematics » (no 1502), Springer-Verlag, 1991
- Homotopy Theory of Higher Categories: From Segal Categories to N-Categories, Cambridge University Press, 2012
- « The Hodge filtration on nonabelian cohomology », dans Algebraic Geometry Santa Cruz 1995, Part 2, coll. « Proc. Symp. Pure Math. » (no 62.2), AMS, 1997, p. 217-281, arXiv:alg-geom/9604005